# La Cucaracha
La Cucaracha (spanisch für die Küchenschabe, Kakerlake) ist ein spanisches Volkslied. Als Kontrafaktur wurde es zum mexikanischen Revolutionslied, dessen Refrain vermutlich auf General Victoriano Huerta anspielt. Den nannte man aufgrund seines Alkohol- und Drogenkonsums la cucaracha, angeblich konnte er ohne Marihuana nicht gehen. Der Text einzelner Strophen zieht die Truppen des Präsidenten Venustiano Carranza ins Lächerliche und huldigt dem Revolutionär und Bandenführer Francisco („Pancho“) Villa.
Es existieren unzählige abweichende Textvarianten, in denen auf verschiedenste Personen Bezug genommen wird. Darüber hinaus gibt es eine Version im 3/4-Takt und eine etwas unbekanntere im 4/4-Takt. Die Tonfolge wird auch gerne als Fanfare für Folgetonhörner verwendet.

## Liedtext
Refrain
La cucaracha, la cucaracha,

Ya no puede caminar;

Porque no tiene, porque le falta

la patita principal (oder häufig marihuana que fumar)

Strophen (Auswahl)
Ya se van los Carrancistas,

Ya se van para Perote,

Y no pueden caminar,

Por causa de sus bigotes.

Con las barba de Carranza

Voy (a) hacer una toquilla

Pa(ra) ponérsela (a)l sombrero

Del señor Francisco Villa

Übersetzung (Refrain)
Die Küchenschabe, die Küchenschabe

kann nicht mehr aufrecht gehen,

denn sie hat kein, denn ihr fehlt

das wichtigste Beinchen (bzw. abgewandelt „Marihuana zum Rauchen“)

Übersetzung (Strophen (Auswahl))
Schon gehen die Carrancistas,

Schon gehen sie nach Perote,

Sie können nicht gehen,

Aufgrund ihrer Barthaare.

Mit den Bärten des Carranza,

werde ich ein Schultertuch machen

Um es Herrn Francisco Villa als Hut aufzusetzen.

## Einige Interpreten
- Louis Armstrong (1935)
- Bill Haley (1966)
- Olivia Molina
- Doug Sahm
- James Last (1999)
- Les Négresses Vertes
- Charlie Parker
- Speedy Gonzales
- The Champs
- Lila Downs (2004)
- Tito & Tarantula

## Abgeleitete Lieder
Die Melodie wird auch für andere Lieder verwendet:
- Klaus und Klaus: In Hintertux
- DJ Ötzi Junior: Wir haben Ferien
- Leon Schuster: Hie’ Kommie Bokke
- TNN: La Cucamarcha
- Kinderlieder Mitmachfever La Cucaracha - Sommer Sonne Strand und Meer